# Psi3 Aurigae
Título a ser usado para criar uma ligação interna é Psi3 Aurigae.
Psi3 Aurigae (Dolones, 52 Aurigae) é uma estrela na direção da constelação de Auriga. Possui uma ascensão reta de 06h 38m 49.19s e uma declinação de +39° 54′ 09.3″. Sua magnitude aparente é igual a 5.34. Considerando sua distância de 758 anos-luz em relação à Terra, sua magnitude absoluta é igual a −1.49. Pertence à classe espectral B8III.